# Simon Gourari
Simon Gourari (russisch Семён Иосифович Гурарий, Semjon Iossifowitsch Gurari), (* 25. Februar 1946 in Daugavpils, Lettische SSR, Sowjetunion) ist ein russisch-deutscher Schriftsteller, Musiker, Pädagoge und Verleger. Er ist Chefredakteur des Almanachs für Literatur und Kunst „Dominante“ und künstlerischer Leiter des Internationalen Klavierwettbewerbs „Münchner Klavierpodium der Jugend“.

## Leben und Werk
Simon Gourari ist das Kind des Möbelfabrikdirektors Iosif Gourari und seiner Frau Maria, geborene Weinman. Er verbrachte seine Kindheit und Jugend erst in Riga, dann in Kasan. Unter der Anleitung seiner Mutter, einer Medizinerin, die auch als Autorin tätig war, befasste sich Simon Gourari sehr früh mit Musik. Im Alter von sechzehn Jahren begann er Gedichte und Prosa zu schreiben.
Nach dem Musikfachschulabschluss in Kasan studierte er Klavier am Kasaner Konservatorium bei Emmanuil Monassohn und am Moskauer Konservatorium bei Jakow Flier. 1967 Preis beim Gesamtrussischen Kammermusikwettbewerb in Moskau. Ab 1971 leitete er die Klaviermeisterklasse am Kasaner Konservatorium. 1989 wurde er dort Prorektor für schöpferische Arbeiten. Bereits während des Studiums aber auch in der Folgezeit machte er durch viele Konzertauftritte auf sich aufmerksam. Es kamen dabei auch Werke von seinerzeit umstrittenen Komponisten zur Erstaufführung in Kasan – unter anderen Arnold Schönberg, Alban Berg, Anton Webern, Ernst Krenek, Edisson Denissow, Andrei Wolkonskij, Lorens Blinow, Arvo Pärt. Er trat als Solist mit den Tatarischen Philharmonikern unter Leitung von Natan Rachlin, Ilmar Lapinsch u. a. auf. Als Solist, Kammermusiker und Lehrer bereitete er mit seinen Studenten mehr als hundert historische Programme mit Zyklus-Konzerten in verschiedenen Städten vor – wie „Geschichte der Klaviersuite“, „Geschichte der Klaviersonate“ (mit Ludmila Didenko-Gourari), „Mozart: 20 Sonaten“, „Beethoven: 32 Sonaten“, „S.Rachmaninow: 5 Klavierkonzerte“, „A.Skrjabin: 10 Sonaten“, „S.Prokofjew: 9 Sonaten“, „Klaviermusik des XX. Jahrhunderts“.
Von 1974 bis 1980 studierte Gourari außerdem Literatur am Maxim-Gorki-Literaturinstitut in Moskau. Währenddessen nahm er seine literarische Tätigkeit als Musikkritiker und Kolumnist in mehreren russischen Zeitungen und Zeitschriften auf. 1979 gründete Gourari zusammen mit dem Regisseur Simon Perel das „Bulak-Theater“, das ein wichtiges Zentrum alternativer Kunst in Kasan wurde, und auch Theaterstücke von Gourari inszenierte. 1984 erschien Gouraris Buch „Dialoge über tatarische Musik“. Auf Gouraris Initiative hin wurden zum ersten Mal in Russland große Kunstfestivals neuen Formats („Evening Kasan“ unter der Schirmherrschaft der gleichnamigen Zeitung und „Piano Forum“) organisiert.
1990 wanderte Simon Gourari mit seiner Familie nach Deutschland aus und lebt seitdem in München. Hier wurde er in den 1990er-Jahren Gründer und künstlerischer Leiter des Vereins Dialog-Neues Münchner Kunstforum e.V., sowie Initiator und künstlerischer Leiter von Kunstfestivals und Kunstprojekten in verschiedenen Ländern. Im Jahr 1998 gründete er mit seiner Frau Ludmila den internationalen Klavierwettbewerb Münchner Klavierpodium der Jugend und war langjähriger Vorsitzender der Jury. Er ist Autor von Lyrik, Prosa und Drama, sowie Chefredakteur des Almanachs für Literatur und Kunst Dominante. Es gab zahlreiche Veröffentlichungen und Aufführungen seiner Theaterstücke in verschiedenen Ländern.
Zahlreicher Schüler Gouraris sind Preisträger bei renommierten Wettbewerben gewesen, darunter auch seine Tochter, die Konzertpianistin Anna Gourari.

## Einzeltitel
- Dialoge über tatarische Musik. Tatknigoisdat, Kazan 1984. BBK 85.23(2P-Tat)7.
- Gedichte. Verlag Otto Sagner, München 2009, ISBN 978-3-8316-1417-2.
- Alltag der Musik. Verlag Utz, München 2009, ISBN 978-3-8316-1416-5.
- Stage Plays. Verlag Mir Collection, New York 2010, ISBN 978-1-893552-75-3.
- Alphabet einer Legende. Verlag Otto Sagner, München 2013, ISBN 978-3-86688-415-1.
- Getümmel der Suiten. Verlag Otto Sagner,  München 2014, ISBN 978-3-86688-463-2.[1]
- Der Klang / Звук. Verlag DOOC, Moskau 2016, ISBN 978-5-9906507-9-4
- „Alphabet einer Legende“ Dialoge / „Азбука легенды“ Диалоги. Verlag ACT, Moskau 2016, ISBN 978-5-17-097268-5
- Maja Plisetzkaja / Майя Плисецкая. Verlag AST, Moskau 2016, ISBN 978-5-17-097268-5, 2. Auflage Verlag AST, Moskau 2017, ISBN 978-5-17-103657-7
- Poesie / Поэзия. Verlag DOOS, Moskau 2016, ISBN 978-5-9906507-9-4
- В поисках середины / Auf der Suche nach der Mitte. VS Druck e.K., München 2018, ISBN 978-3-00-042250-8
- Молчание и речь / Schweigen und reden. VS Druck e.K., München 2019, ISBN 978-3-00-062147-5
- Под сенью Марии / In der Obhut Marias. VS Druck e.K., München 2019[19]